# Comté de Teller
Le comté de Teller est un comté du centre du Colorado. Son chef-lieu est Cripple Creek. Les autres municipalités du comté sont Green Mountain Falls (en partie), Victor et Woodland Park.
Créé en 1899, le comté est nommé en l'honneur du sénateur Henry M. Teller.

## Démographie
| 1900   | 1910   | 1920  | 1930  | 1940  | 1950  |
| ------ | ------ | ----- | ----- | ----- | ----- |
| 29 002 | 14 351 | 6 696 | 4 141 | 6 463 | 2 754 |

| 1960  | 1970  | 1980  | 1990   | 2000   | 2010   |
| ----- | ----- | ----- | ------ | ------ | ------ |
| 2 495 | 3 316 | 8 034 | 12 468 | 20 555 | 23 350 |

## Illustrations

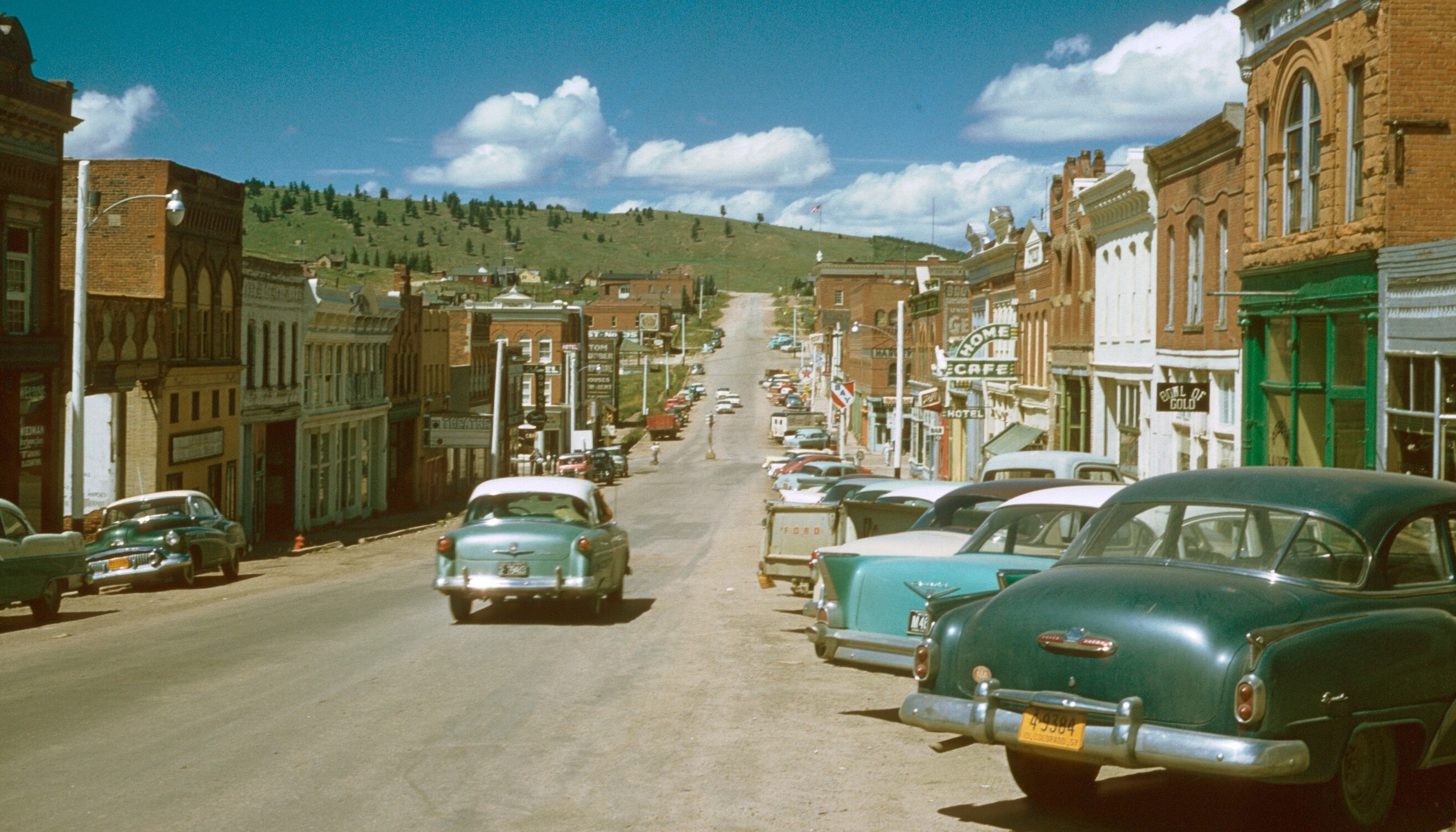
District historique de Cripple Creek (1957).
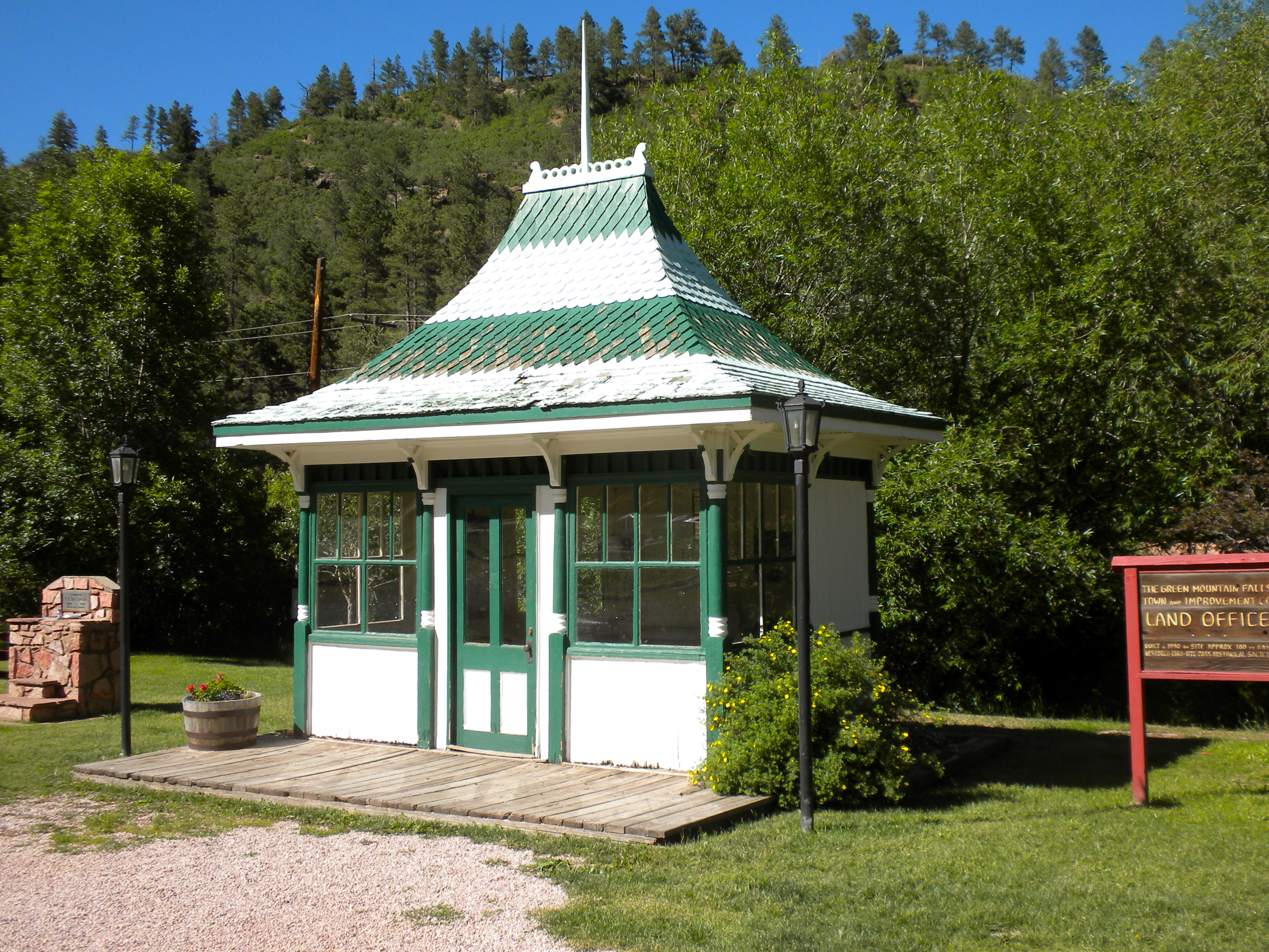
Land Office de Green Mountain Falls.
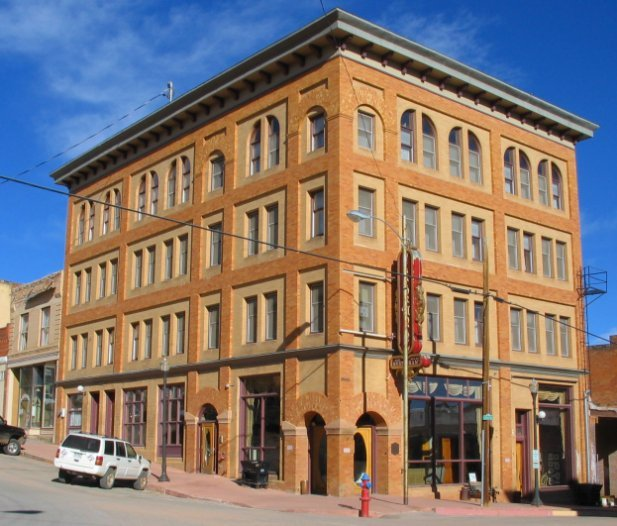
L’hôtel de Victor, à Victor.
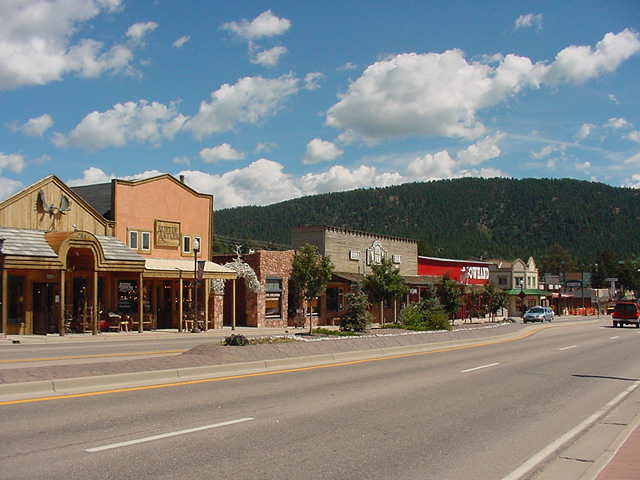
Centre-ville de Woodland Park.

## Zones protégées
- Florissant Fossil Beds National Monument, où se trouvent plusieurs sentiers de randonnée, dont le Ponderosa Loop Trail, et le Hornbek Wildlife Loop Trail, plus long, qui mène jusqu'à l'Hornbek House.